# التنشئة الروحية
تشير التنشئة الروحية العملية إلى الممارسات التي يمكن من خلالها أن يتقدم الفرد في الحياة الروحية أو الدينية  أو إلى الحركة المسيحية (البروتستانتية). 
البروتستانتية: هي شكل من أشكال المسيحية التي تتبع مبادئ (الإصلاح البروتستانتي). الإصلاح البروتستانتي: هي حركة داخل المسيحية الغربية بدأت في القرن السادس عشر، ضد ما اعتبره أتباعها أخطاء وإساءات وابتكارات وتناقضات ومبتكرات لاهوتية داخل الكنيسة الكاثوليكية. وإن هذه العمليات والممارسات تشمل:
1-تقنيات محددة للصلاة والتأمل[1]
2-أسلوب الحياة يدمج التخصصات الروحية أو التدريبات[2]
3- ممارسة وفهم الفلسفة والتقنيات الدينية التاريخية [3]
4-حقيقة ومعرفة الله والذات والتعبير عنها [4]
وهناك العديد من العريفات للتكوين الروحي، ولا يوجد تصور نهائي، بسبب اتساع المفهوم ووجهات النظر العديدة التي يتبناها المتدينون. من وجهة النظر المسيحية، يجادل الغالبية في أنها مطابقة مع التقديس وعلى أنها عملية نضج تدريجية وتقدمية،[5] وغالبًا ما يشار إليها على أنها التوافق مع صورة المسيح،[6][7] أو تكوين الفضيلة والشخصية[8][9]يقدم الطبيب النفسي (جيرالد جي ماي) في كتابه، العناية بالعقل والروح والتنشئة الروحية، مصطلحًا عامًا يشير إلى جميع المحاولات والوسائل والتعليمات والتخصصات التي تهدف إلى تعميق الإيمان وتعزيز النمو الروحي والنمو الروحي الذي يشمل المساعي التعليمية بالإضافة إلى عملية التوجيه الروحي الأكثر حميمية وعمقًا.[10]

## المسيحية
تختلف التنشئة الروحية المسيحية عن المنظورات الدينية الأخرى، بسبب الأهمية المحورية ليسوع نموذجًا لعملية التنشئة والهدف النهائي لها، فضلًا عن نشاط الروح القدس في المؤمن لتنميتها نحو النضج.[11]في التقليد المسيحي المعاصر، يؤكد الكثيرون على نمو جوانب متعددة للإنسان، والتمييز بين الكليات، مثل: العقلية والعاطفية والروحية، والتي يجب تطويرها جميعًا جنبًا إلى جنب من أجل نضج الشخص بأكمله.[12]

### التخصصات
نشأ الفهم الشائع للتكون الروحي البروتستانتي في العصر الحالي حول مناقشة التخصصات الروحية، فقد لعبت هذه التخصصات دوًا مهمًا في تصويرها وممارستها.
يمكن فهم هذه التدريبات أنها وسيلة لممارسة وتعزيز القدرات الدينية والروحية للفرد،[13] كوسيلة للوصول المباشر إلى الواقع الروحي، [14]أو وسيلة لجعل المرء نفسه متاحًا لنشاط الله،[15] لقد نشأت التدريبات الروحية (كإستراتيجية) للتكوين الروحي، تراجعت في شعبيتها على مر القرون، وهي بحاجة لمصدر، وتؤكد المسيحية الحاجة إلى شيئين: أولًا، تغير القلب، وهو عمل لا يمكن ينجزه إلا الله.
ثانيآ، لا نخلص،  من خلال أعمالنا أو جهودنا، ولكن بنعمة الله، أي فضله غير المستحق. غالبًا ما أُغريت الكنيسة بتهميش فائدة هذه التخصصات حتى لا يجري الخلط بينها وبين الكرازة (التبرير بالأعمال). 
لكن العلماء الأخرين يجيبون بالقول إنه ليس الخلاص الذي على المحك، بل الحاجة إلى تطوير أشخاص ذي شخصية حقيقية تشبه المسيح ليعيشوا في العالم ويواجهوا قيمه. 
تتحدث كتابات عالم اللاهوت (ر) وهو لاهوتي مسيحي ومؤلف في كويكر التقليد، إلى جمهور مسيحي عريض، اشتهر فوستر بكتابه (الاحتفال بالانضباط).[16] يتضمن العديد من التخصصات الداخلية والخارجية والشركات التي يجب على المرء أن ينخرط فيها خلال حياته المسيحية، وتشمل: التخصصات الداخلية (التأمل، والدعاء، والصيام، والدراسة).
التخصصات الخارجية (البساطة، والعزلة، والاستسلام، والخدمات).
التخصصات الجماعية، التي اكتملت داخل جسم الكنيسة، تشمل (الاعتراف، العبادة، الإرشاد، الاحتفال).

## تاريخ الحركة البروتستانتية
التنشئة الروحية بشكل عام جزء لا يتجزأ من معظم الأديان، بما في ذلك المسيحية. يفترض المثال الديني بشكل نموذجي أن يجري تغيير المرء بطريقة ما من خلال التفاعل مع الحقائق الروحية. لذلك، فإن تتبع الأصل التاريخي للتكوين الروحي يعني فحص تاريخ الدين بشكل عام.
ومع ذلك، إن تاريخ التكوين الروحي حركة محددة داخل البروتستانتية في القرن العشرين. (جيمس هيوستن) هو صحفي كندي يتتبع تاريخ الحركة إلى الإصلاحيين بعد     (الفاتيكان) وهو مجمع كنسي كاثوليكي، يعد بحسب الكنيسة الكاثوليكية المجمع المسكوني الحادي والعشرون، الذي انعقد بدعوة من البابا، بعد الفاتيكان الثاني داخل الكنيسة الكاثوليكية الرومانية، سعيًا إلى إيجاد طرقًا لتدريب وتثقيف الكهنة الجدد بطريقة تتناسب مع (الفاتيكان الثاني).
بدأ هذا المنظور التكويني في الانتشار، واعتمدته رابطة المدارس اللاهوتية، مع تزايد أعداد المدارس الإنجيلية التي بدأت في الانضمام إليها في السبعينيات والثمانينيات، انتشرت المثل العليا في جميع الطبقات الأكاديمية واللاهوتية المسيحية، لا سيما في الولايات المتحدة.كان هدف هيوستن في البداية هو القيادة الأكاديمية والرعوية، ويلاحظ أن نموذج البروتستانت للكهنوت سر من أسرار الكنيسة، وهو أحد الأسرار السبعة المقدسة في المسيحية، يدفع جميع المؤمنين للكنائس لتوسيع النموذج التكويني، ليشمل جميع الأفراد.
على المستوى الشعبي، ظهرت (حركة التنشئة) جزئيًا، مع نشر ريتشارد فوستر قُداس التهذيب في عام 1978، الذي نشر وقدم مجموعة من التخصصات الروحية، مثل: ممارسات تاريخية تتجاوز دراسة الكتاب المقدس والصلاة وحضور الكنيسة، التي تؤدي إلى النضج الديني والنمو الروحي.[17]

## الجدل

### صحة المثل
في حين يفهم بعض المسيحيين التنشئة الروحية كجزء لا يتجزأ من دينهم، يرى البعض الأخر أنها تميع الإيمان أو أنها محاولة من خلال المثل الدينية المتنافسة للتسلل إلى العقيدة المسيحية، وقيادة أتباعها إلى الضلال. ويفسر بعض الأفراد والمنظمات، مثل: بحوث مسارات المنارة، التنشئة الروحية أنها واجهة للتصوف غير المسيحي، ويقصد بالتصوف: نوع من النشوة أو حالة الوعي المتغير الذي يعطي معنى دينيًا أو روحيًا، والتأثير الكاثوليكي الروماني لدخول الكنيسة البروتستانتية، ويرون أنها تضر بالعقيدة الدينية، وتؤدي المسيحيين إلى الانخراط في ممارسات خطيرة أو مغادرة الكنيسة.

### حركة قصيرة المدى
استخدمت التنشئة الروحية، في العقود الأخيرة لوصف مجموعة، فضفاضة ولكن شبه متماسكة، في الممارسات والمثل العليا داخل البروتستانتية الأمريكية، واتهمها الكثيرون بأنها مجرد «موضة». ويرفضونها بسبب هذا الاتجاه، ويجادل آخرون بأن إقصاءها كمجموعة فرعية صغيرة داخل الكنيسة هو إهمال ضرورتها للممارسة المسيحية.[18]